# استیون تننبام
استیون تننبام (انگلیسی: Stephen Tenenbaum) تهیه‌کننده فیلم اهل ایالات متحده آمریکا است.
از فیلم‌ها یا مجموعه‌های تلویزیونی که وی در آن‌ها نقش داشته است می‌توان به واندر ویل، کافه سوسایتی، مرد بی‌منطق، جادو در مهتاب، یاسمن پژمرده، تقدیم به رم با عشق، نیمه‌شب در پاریس، غریبه‌ای بلندقد و سیاهپوش را ملاقات خواهی کرد، هرچه نتیجه‌دار باشد، ویکی کریستینا بارسلونا، رؤیای کاساندرا، اسکوپ، امتیاز نهایی، ملیندا و ملیندا، چیزی غیر از این، پایان هالیوودی و نفرین عقرب یشمی اشاره نمود.